# WAY-161,503
WAY-161503 je pun agonist serotoninskih  i  receptora. Administracija WAY-161503 snižava unos hrane kod pacova, što je posredovano  receptorima. On ne uzrokuje razvoj tolerancije pri tretmanu koji traje do 15 dana. Međutim, on ima ograničenu kliničku upotrebljivost, jer aktivira  receptor te može da doprinese plućnoj hipertenziji i srčanoj fibrozi.